# Moa
Chim Moa là tên gọi để chỉ 11 loài chim không biết bay đã tuyệt chủng thuộc 6 chi, vốn là những loài đặc hữu của Tân Tây Lan. Hai loài lớn nhất, Dinornis giganteus và Dinornis novaezelandiae, có chiều cao lên tới 3,7 m (12 ft) nếu cổ kéo dài ra, và nặng khoảng 230 kg (510 lb).
Chim Moa là thành viên của nhóm chim không bay thuộc bộ Dinornithiformes. 11 loài chim moa là những chim không có cánh, nói cách khác cánh của chúng tiêu giảm tới mức gần như không còn dấu vết gì chứ không như những loài chim chạy khác vẫn còn duy trì cặp cánh yếu không bay được. Trước đây chúng từng là loài động vật ăn cỏ thống trị suốt hàng nghìn năm trên các cánh rừng, thảo nguyên, vùng cây bụi và phụ núi cao thuộc Tân Tây Lan; và loài thiên địch duy nhất của chúng chỉ là Đại bàng Haast. Tuy nhiên khi những người dân bản địa Māori xuất hiện thì chúng bị săn bắt đến mức tuyệt chủng trong một thời gian ngắn. Phần lớn giới khoa học đều cho rằng, hầu hết các loài chim Moa đã bị tuyệt diệt do săn bắn và do mất môi trường sống trước khi người châu Âu tìm thấy Tân Tây Lan.

## Chim Moa liệu có còn sống sót?

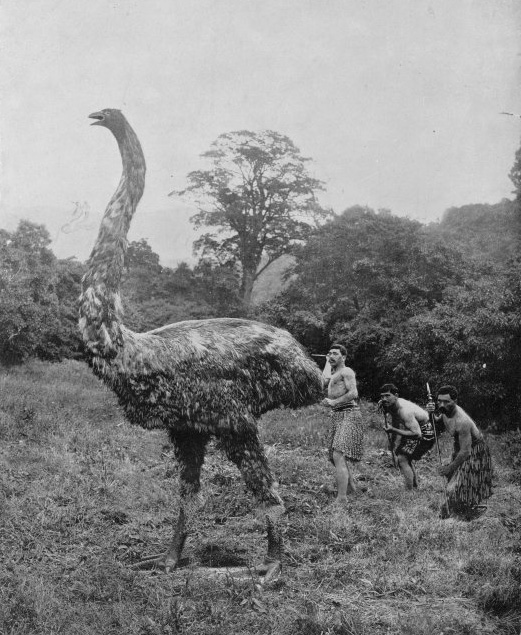
Cảnh phục dựng về một chuyến đi săn chim Moa.

Mặc dù được thừa nhận rộng rãi là đã tuyệt chủng, nhưng ít nhất từ cuối thế kỷ 19 và gần đây là năm 1993 có nhiều người cho rằng vẫn còn những cá thể chim Moa sống sót và năm 2008, nhất là ở những vùng hoang vu hiểm trở tại Nam Westland và Fiordland. Những nhà ẩn động vật học và nhiều nhà khoa học vẫn tiếp tục công cuộc tìm kiếm những cá thể còn sống sót, tuy nhiên những luận điểm và bằng chứng của họ (ví dụ dấu chân  hay những bức ảnh mờ) không gây được nhiều chú ý từ giới khoa học chính thống, thậm chí chúng còn được xem là giả khoa học.
Trên thực tế, một số loài bị coi là tuyệt chủng đã được tìm thấy còn sống sót, tỉ như loài chim Takahē được tìm thấy trở lại vào năm 1948 khi mà chúng đã được cho là tuyệt chủng từ năm 1898. Tuy nhiên takahē là loài chim có kích thước khá nhỏ (tức là khó tìm, trong khi moa có kích thước rất lớn) và chúng chỉ được tìm thấy khi dấu vết của chúng được nhận diện - trong khi đó chưa có dấu vết nào đáng tin cậy của các chim moa còn sống được tìm thấy cả. Những chuyên gia trong lĩnh vực này vẫn cho rằng khả năng còn sống sót của chim moa là cực kì hiếm, vì điều kiện cho việc sống sót này chính là chúng phải ẩn trốn thành công suốt 500 năm trong một vùng đất thường xuyên bị các tay thợ săn cũng như những người leo núi "viếng thăm", một điều thật sự cực kì khó.

## Hình ảnh

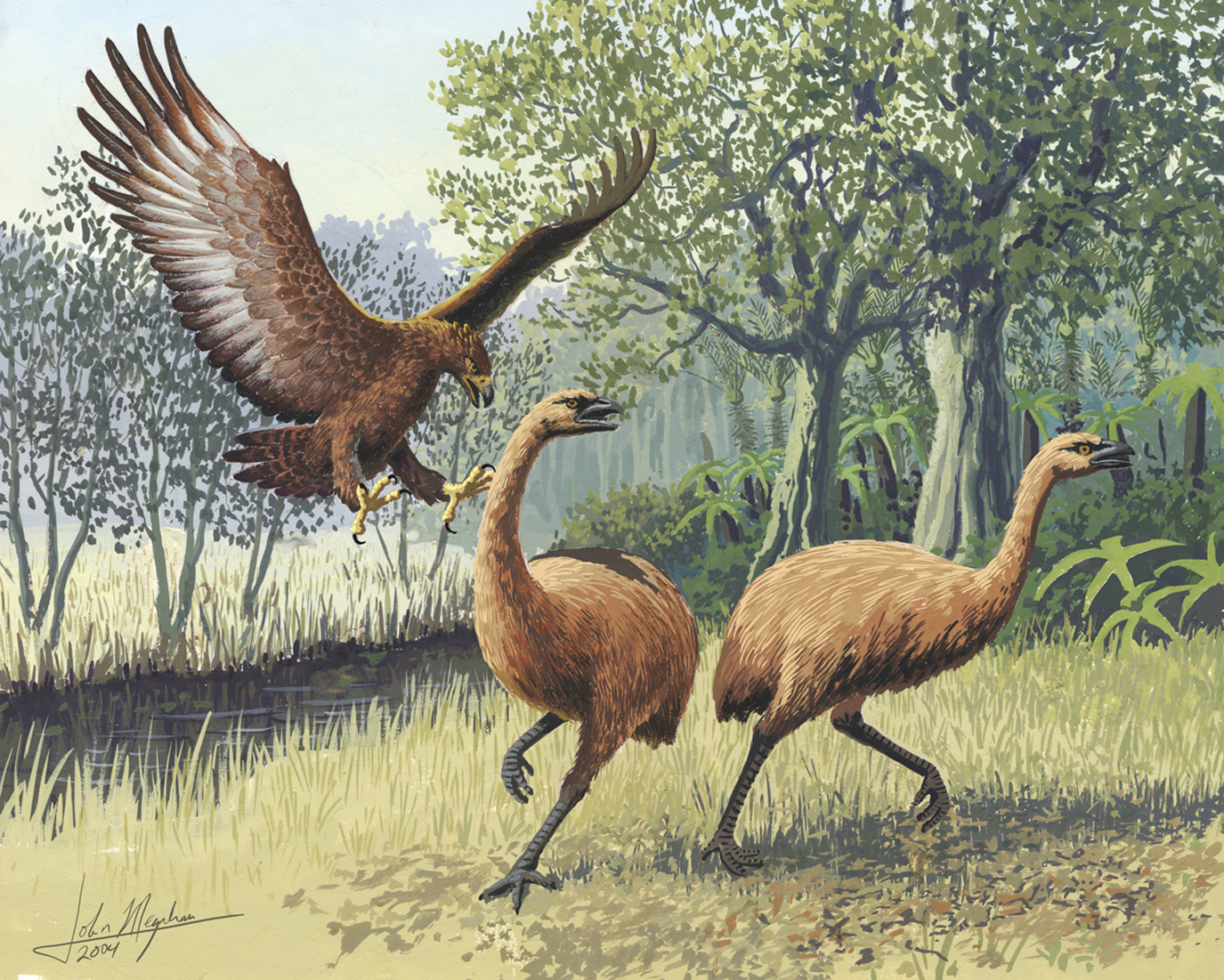
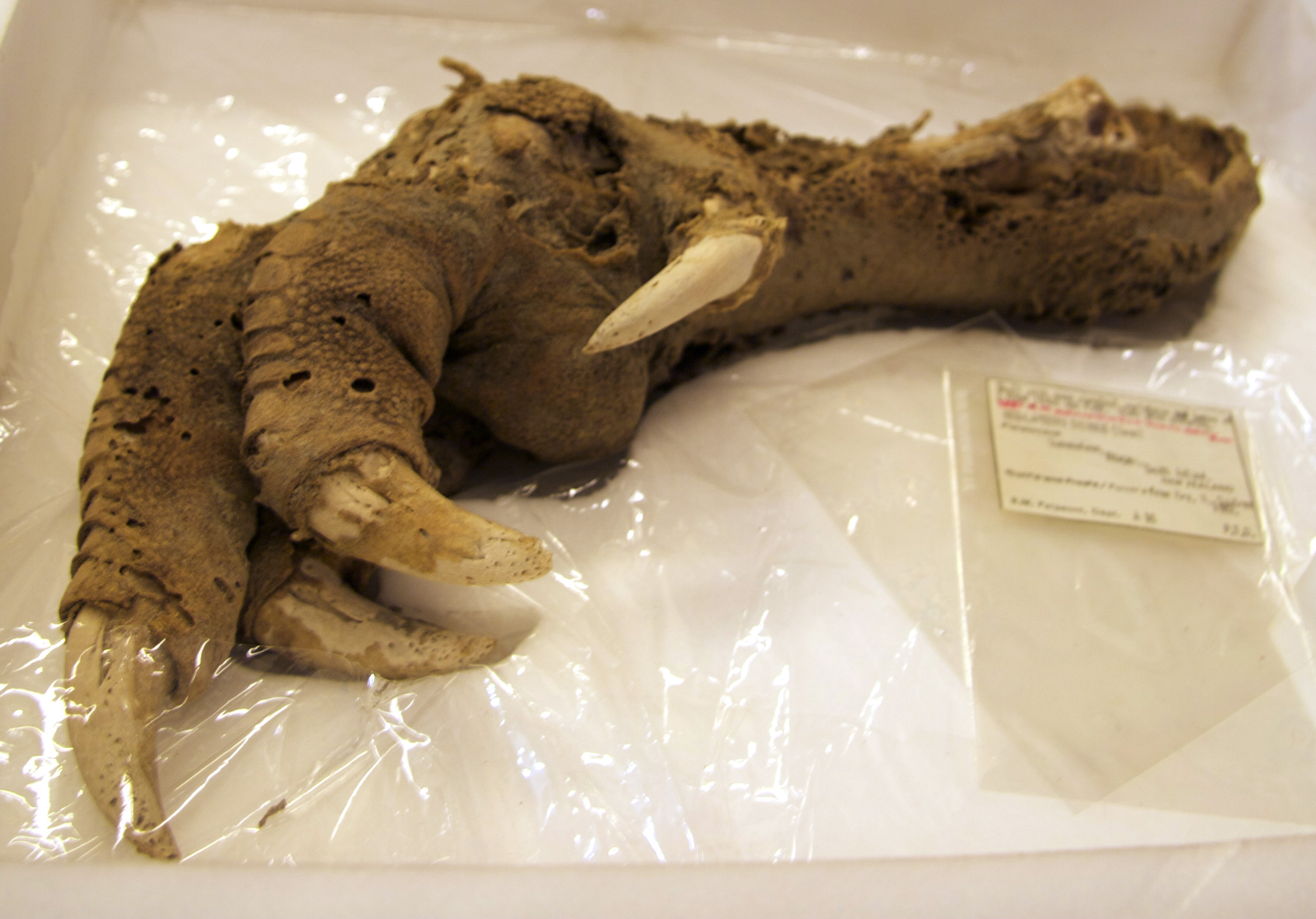
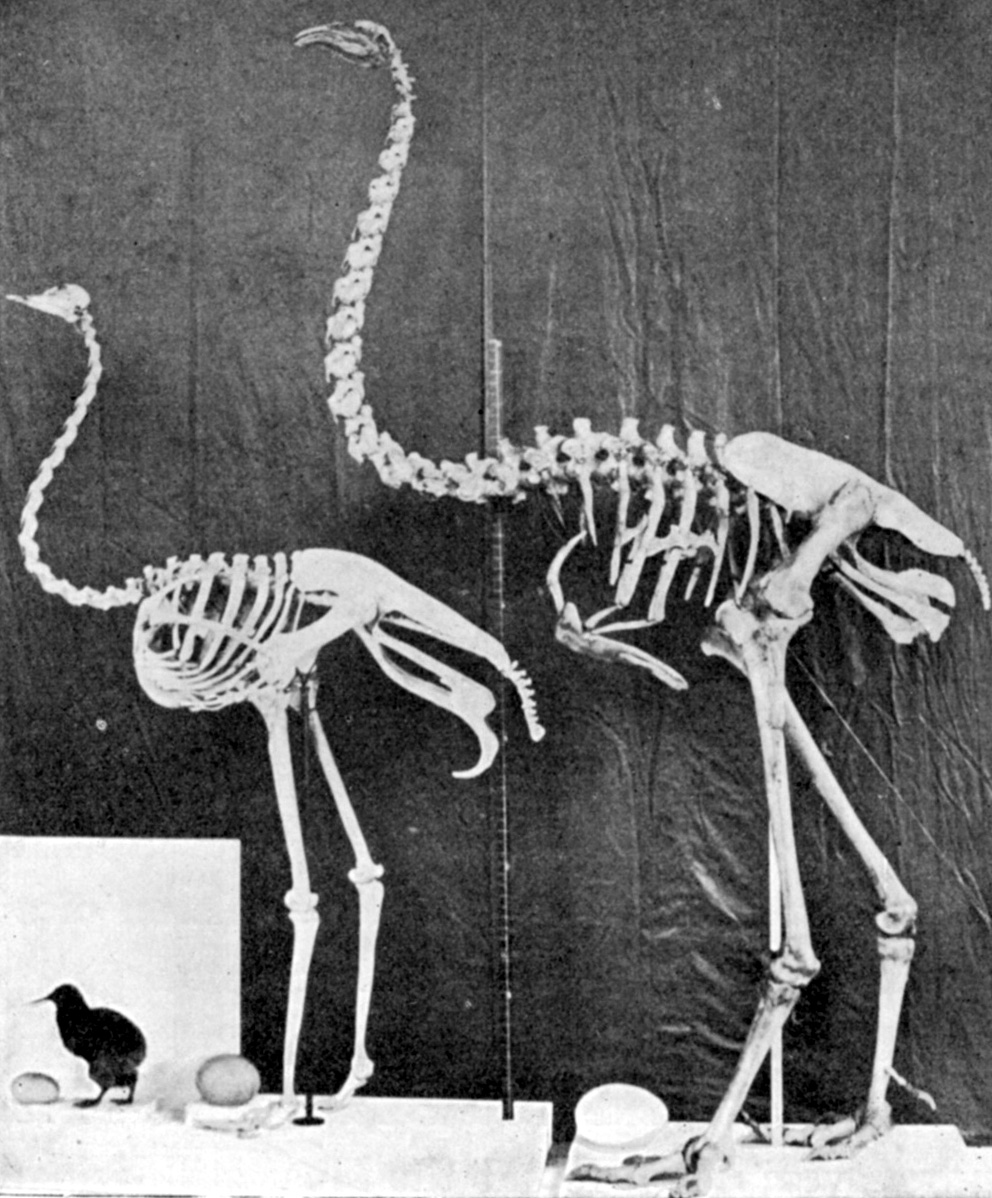
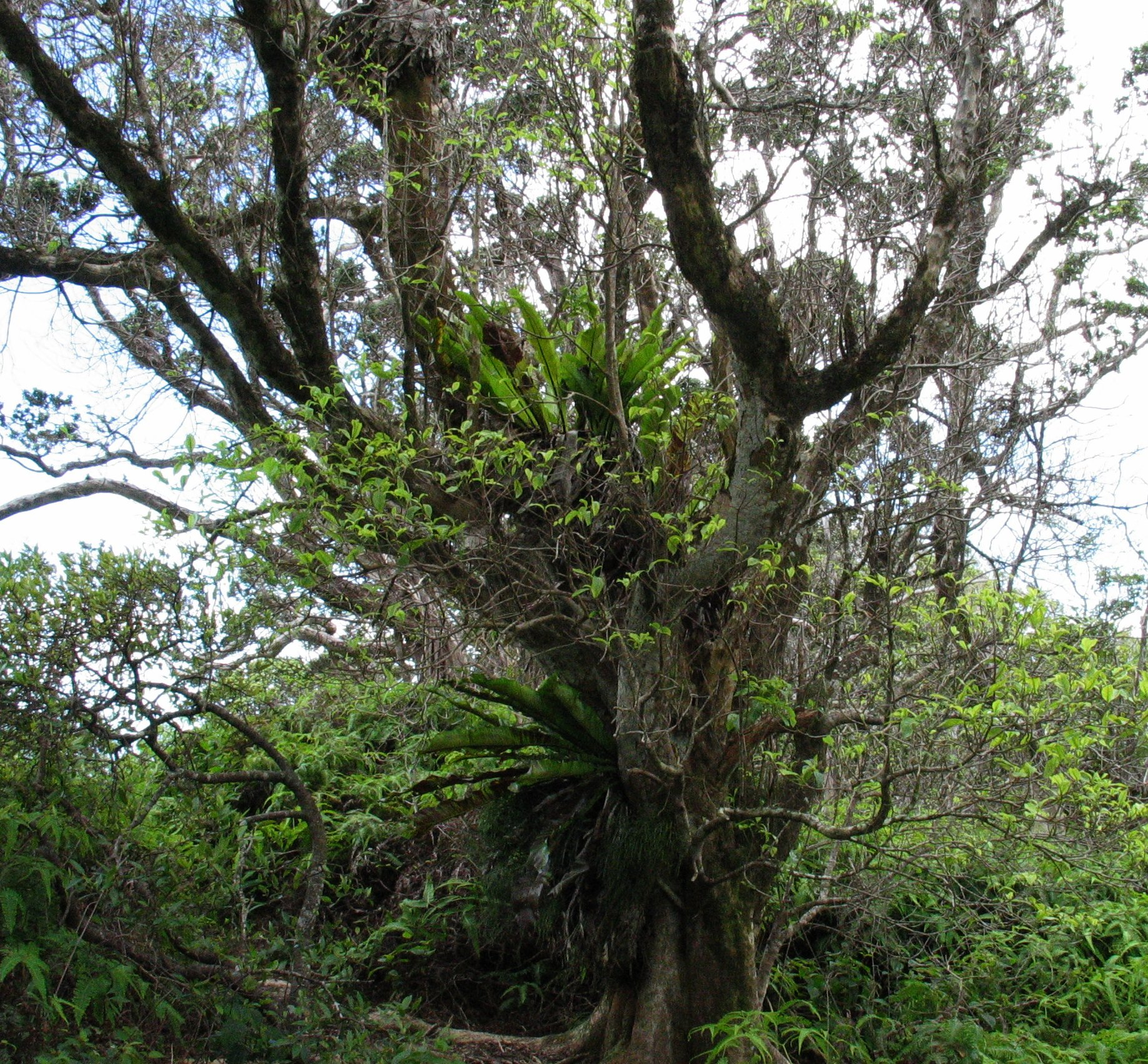